# Ен (Источни Пиринеји)
Ен (фр. Eyne, кат. Eina) насеље је и општина у јужној Француској у региону Лангдок-Русијон, у департману Источни Пиринеји која припада префектури Прад.
По подацима из 2011. године у општини је живело 131 становника, а густина насељености је износила 6,43 становника/km². Општина се простире на површини од 20,36 km². Налази се на средњој надморској висини од 1500 метара (максималној 2.827 m, а минималној 1.470 m).

## Демографија
| 1962. | 1968. | 1975. | 1982. | 1990. | 1999. | 2011. |
| ----- | ----- | ----- | ----- | ----- | ----- | ----- |
| 7     | 38    | 49    | 50    | 84    | 127   | 131   |

График промене броја становника у току последњих година